# Hanging on the Telephone
Hanging on the Telephone è un singolo del gruppo musicale statunitense Blondie, pubblicato nel 1978 ed estratto dall'album Parallel Lines.
La canzone è stata scritta da Jack Lee (The Nerves).

## Tracce
- 7" (UK)

1. Hanging on the Telephone – 2:17
2. Will Anything Happen – 2:55

- 7" (USA)

1. Hanging on the Telephone – 2:17
2. Fade Away and Radiate – 3:57

## Cover
I Sinergy hanno interpretato il brano inserendolo nell'album To Hell and Back (2000). 
La canzone è stata anche interpretata tra gli altri da Kurt Baker, Girls Aloud, L7 e Def Leppard.